# None (Italia)

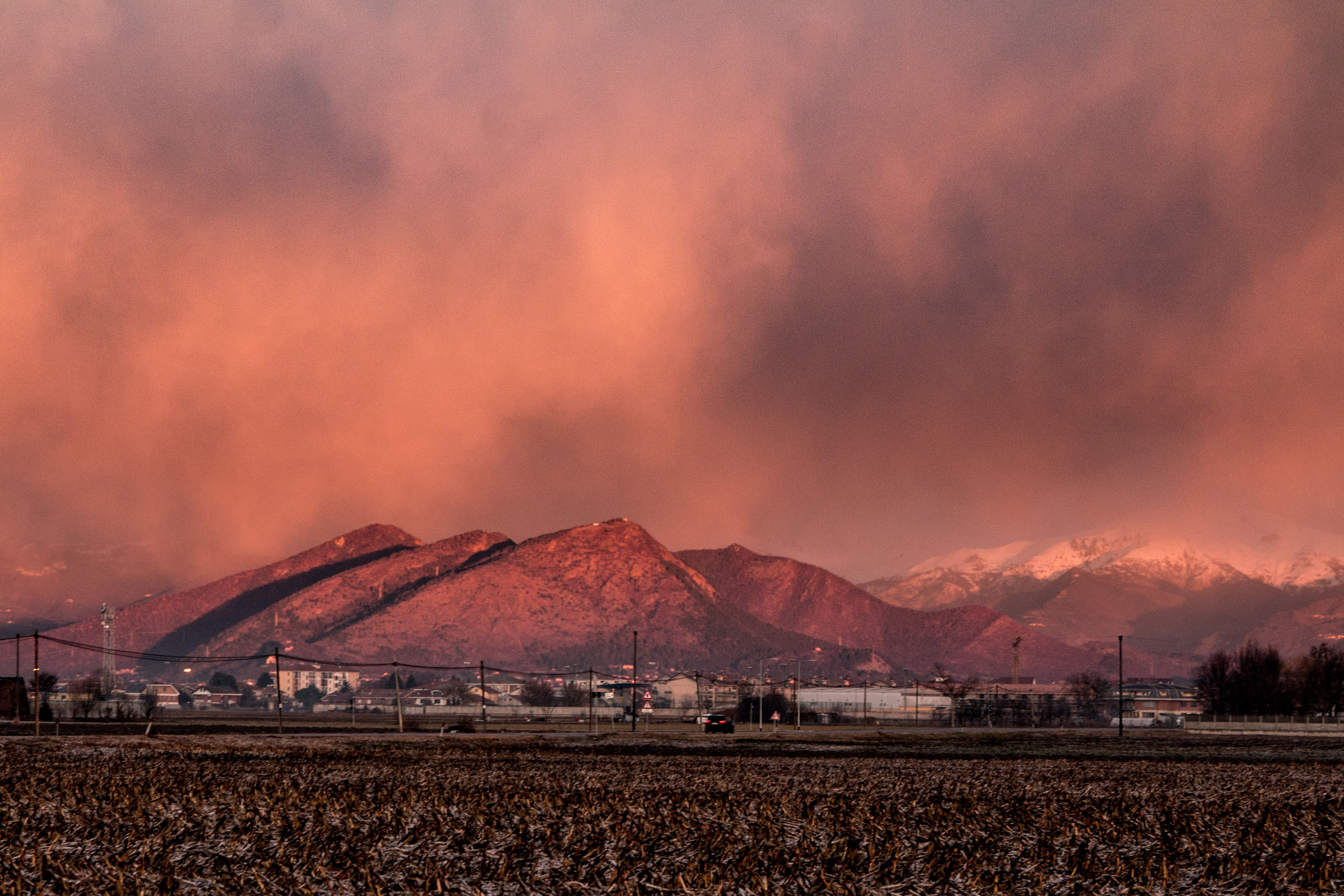
Alba sul monte S. Giorgio

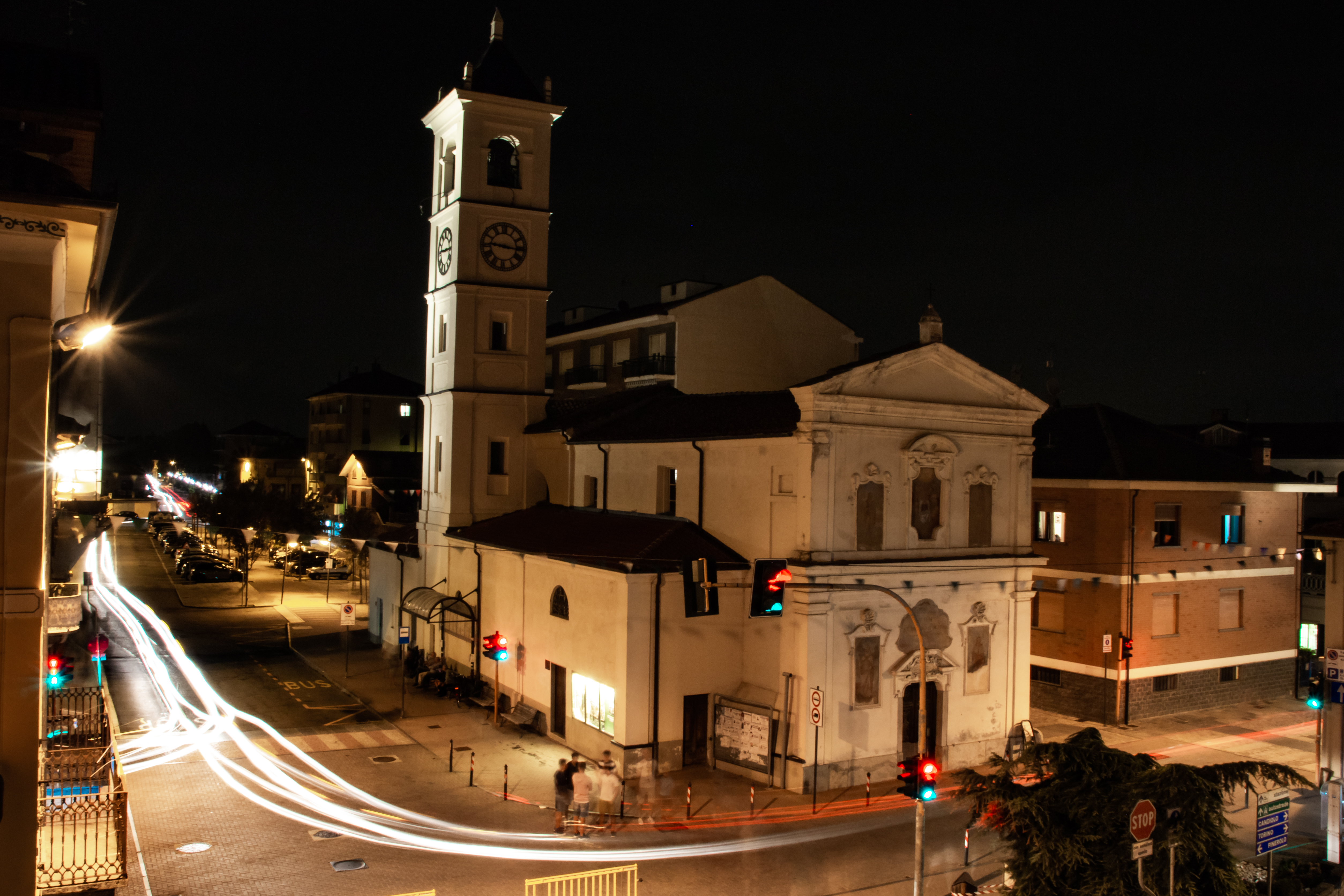
Chiesa di San Rocco ed il suo campanile in notturna

None (Non [nʊŋ] in piemontese) è un comune italiano di 7 653 abitanti della città metropolitana di Torino in Piemonte.

## Geografia fisica
None si trova a circa 13 km sud-ovest di Torino, lungo la provinciale 23R e l'autostrada Torino-Pinerolo, in un territorio pressoché pianeggiante, confinando a sud con Castagnole Piemonte e Scalenghe attraverso il rio Essa, a ovest con Airasca e Volvera, a est con Piobesi Torinese e Candiolo. Nel territorio scorre il torrente Chisola, con numerosi canali irrigui e bealere che attraversano il territorio e che raccolgono l'acqua proveniente dall'agro scalenghese e airaschese, in particolare la bealera comunale di Airasca.
Suddetti canali alimentavano, in origine, principalmente due mulini, uno detto "di Messa" posto sul confine con Volvera, ed il mulino di None. La deviazione dell'acqua in sovrappiù di suddetti canali dà origine al canale del partitore che attraversa l'intero abitato, per poi dirigersi verso la zona Pra salà (dialettale,= prati salati), poiché secchi, e alla bealera di Caone (=canapa, a motivo che in esso venivano messe le fascine di canapa a marcire, prima della sfilacciatura), che a sua volta confluiva al mulino. Durante l'estate, l'acqua dei mulini veniva deviata ad uso agricolo (dì ëd sambòira, giorno della sambòira, antico termine che indicava le concessioni delle acque comunali per l'irrigazione dei campi privati durante i giorni festivi). Attualmente il loro scopo originario è decaduto, in quanto i mulini suindicati non sono più in funzione (quello di None è stato abbattuto).

## Storia
Le prime notizie di None si hanno intorno al II secolo d.C., come accampamento militare romano chiamato Castrum Nonum, o mansio Nonum, da cui il toponimo, poiché situato in prossimità del torrente Chisola: il torrente infatti, era un tempo chiamato torrente Nono, perché si trovava ad nonum, ovvero nove miglia romane dalla porta Marmorea di Torino. Dopo varie scorrerie barbariche nei secoli successivi, il sito fu abbandonato.
Fu soltanto a partire dal XVIII secolo che questo territorio, già sotto la Marca di Torino, fu infeudato ai vicini Signori di Piossasco. Si cominciò a creare un piccolo borgo, che fu poi inglobato nel Ducato di Savoia all'inizio del XV secolo. I Signori di Piossasco vi dominarono fino al 1728 circa, senza riuscire a fortificare il borgo. Memento del pericolo dell'invasione francese alla fine del XVII secolo da parte del Generale Catinat (si ricordi la famosa Battaglia della Marsaglia), Gian Michele Asinari Derossi, conte di Piossasco e di None, decise quindi di farvi erigere un castello, in base all'editto di Vittorio Amedeo II di Savoia sulla legislazione unitaria. Anche la chiesa barocca del borgo risale sempre
a questo periodo, eretta nel 1720 (ma totalmente ristrutturata nel 1949) e dedicata ai santi patroni del paese, i martiri Gervasio e Protasio, il cui culto in Piemonte era presente già dal Medioevo.
In ogni caso, a causa del successivo periodo di occupazione napoleonica, il castello fu effettivamente realizzato (in proporzioni più modeste rispetto al progetto iniziale) soltanto nel 1815, su ordine del Capitano di Guardia il conte Adami-Bergolo, quando None fu nominato anche capoluogo del Mandamento di Giudicatura, accorpandosi così anche le vicine frazioni di Campanile del Bosco (oggi San Dalmazzo) e di Palmero. Il conte Adami-Bergolo poi, cedette il castello alla nobile famiglia Quaranta, che gli diede l'attuale nome, e fu quindi adibito a caserma militare.
Durante il XX secolo, None non fu risparmiata dalla prima e seconda guerra mondiale, che vide molti caduti nonesi impegnati al fronte. Negli decenni successivi, None vide il suo passaggio da borgo prettamente agricolo a meta di immigrazione dalle regioni meridionali italiane, a causa della rapida industrializzazione di tutta la zona, in particolare grazie alla nascita degli stabilimenti Fiat delle vicine Volvera e Rivalta, quindi l'industria della Indesit-Whirpool. Tuttavia, negli anni recenti, None ha sofferto la crisi dell'occupazione e dell'economia in generale, e si è dovuta quindi inventare nuove idee di sviluppo, basato essenzialmente al ritorno dell'agro-alimentare e al rilancio di prodotti gastronomici come, ad esempio, la fiera annuale sul cioccolato, oppure la fiera None in fiore.

### Simboli
Lo stemma e il gonfalone sono stati concessi con decreto del presidente della Repubblica del 4 maggio 1966.
Lo stemma è d'argento, alla torre quadrata di rosso, merlata alla guelfa, vista di spigolo, fondata su un terrazzo di verde e sormontata da una corona comitale.
Il gonfalone è un drappo troncato di rosso e di bianco.

## Monumenti e luoghi d'interesse
- Chiesa dei Santi Gervasio e Protasio, del 1720
- Chiesa di San Rocco, del XVI secolo, fu inizialmente utilizzata dalla Compagnia dei Flagellanti (o Disciplinati o Batù, come successe per Giaveno e Andezeno). La facciata è del 1710, il campanile del 1739.

## Cultura

### Biblioteca
A None è presente la biblioteca civica dedicata all'insegnante e dirigente scolastica Maria Grazia del Lungo Barbi. Attiva dagli anni '70, da giugno 2011 è nella sua sede attuale, i locali restaurati dell'ex municipio.

## Amministrazione
Di seguito è presentata una tabella relativa alle amministrazioni che si sono succedute in questo comune.
| Periodo          | Periodo        | Primo cittadino        | Partito                              | Carica  | Note   |
| ---------------- | -------------- | ---------------------- | ------------------------------------ | ------- | ------ |
| 17 febbraio 1987 | 18 giugno 1990 | Domenico Bastino       | Partito Comunista Italiano           | Sindaco | [ 11 ] |
| 18 giugno 1990   | 2 marzo 1993   | Domenico Bastino       | Solidarietà e Progresso              | Sindaco | [ 11 ] |
| 28 aprile 1993   | 24 aprile 1995 | Gino Caballini         | Laici                                | Sindaco | [ 11 ] |
| 24 aprile 1995   | 14 giugno 1999 | Domenico Bastino       | Solidarietà e Progresso              | Sindaco | [ 11 ] |
| 14 giugno 1999   | 14 giugno 2004 | Domenico Bastino       | centro-sinistra                      | Sindaco | [ 11 ] |
| 14 giugno 2004   | 8 giugno 2009  | Maria Luigia Simeone   | lista civica                         | Sindaco | [ 11 ] |
| 8 giugno 2009    | 26 maggio 2014 | Maria Luigia Simeone   | lista civica                         | Sindaco | [ 11 ] |
| 26 maggio 2014   | 27 maggio 2019 | Enzo Garrone           | lista civica Solidarietà e progresso | Sindaco | [ 11 ] |
| 27 maggio 2019   | in carica      | Loredana Emma Brussino | lista civica Progetto per None       | Sindaco | [ 11 ] |

## Società

### Evoluzione demografica
Abitanti censiti

## Infrastrutture e trasporti
None si trova sulla linea ferroviaria Torino-Pinerolo ed è dotata di stazione sulla medesima. Dal dicembre 2012 è stata attivata sulla linea Torino-Pinerolo la nuova linea SFM2 del Servizio ferroviario metropolitano di Torino che raggiunge la città di Chivasso, collegandovi così anche None.